# Ампутация
Ампутация е отстраняване на част от човешкото тяло, например крак, ръка, нос или ухо вследствие на травма или заболяване. По медицински показания най-често се извършва при гангрена. В миналото е използвана и като наказание.
Първата стъпка при хирургичната ампутация е да се прекъсне кръвоснабдяването, като се привържат и прережат артерията и вената, за да се намали кръвозагубата. Мускулите се прерязват и накрая костта се прерязва с трион. В края на операцията тъканите трябва да се свържат отново. Костта може да се премахне и направо от ставата (дезартикулация).